# خسوس فورتیا
خسوس فورتیا (انگلیسی: Jesús Fortea؛ زادهٔ ۲۶ مارس ۲۰۰۷) بازیکن فوتبال است که در حال حاضر برای رئال مادرید سی در پست مدافع بازی می‌کند.
وی همچنین در تیم‌های ملی فوتبال زیر ۱۵ سال، زیر ۱۶ سال، زیر ۱۷ سال و زیر ۱۹ سال اسپانیا بازی کرده است.